# Indivisible (film, 2018)
Pour le jeu vidéo, voir Indivisible (jeu vidéo).
Pour plus de détails, voir Fiche technique et Distribution.
Indivisible est un film de guerre américain, réalisé par David G. Evans, sorti en 2018, basé sur l’histoire vraie de Darren Turner.

## Synopsis
L'unité de Darren Turner, un aumônier de l'armée américaine dont la vie est entièrement consacrée au service de Dieu, est envoyée en Irak . Malgré le désir de rester en contact avec leurs proches, les dures réalités de la guerre pèsent chaque jour sur le déploiement prolongé du bataillon. Lorsqu'il rentre chez lui, Darren retrouve sa femme Heather et ses trois enfants, mais le retour tant attendu des soldats est très différent de ce que prévoyaient leurs familles. Les Turners doivent décider s'ils sont prêts à faire face à une autre bataille: la lutte pour sauver leur mariage.

## Fiche technique
Sauf indication contraire, les informations mentionnées dans cette section peuvent être confirmées par la base de données cinématographiques IMDb,  présente dans la section « Liens externes ».
- Titre original : Indivisible
- Titre français :
- Réalisation : David G. Evans
- Scénario : David G. Evans, Cheryl McKay et Peter White, d'après le livre ''Chaplain Turner's War''
- Casting : Beverly Holloway
- Direction artistique :
- Costumes :
- Montage : Jeff Canavan
- Effets visuels : William Mings
- Photographie : Bob Scott
- Musique :
- Production : Darren Moorman, Justin Tolley
  - Production exécutive : Sarah Drew, Ben Howard, Bill Reeves, Erik Weir
  - Coproduction : David G. Evans
- Société de production : Reserve Entertainment
- Sociétés de distribution :
- Pays d'origine :  États-Unis
- Langue originale : anglais
- Format : couleur
- Budget :
- Genre : Film de guerre, drame, romance
- Durée : 119 minutes
- Dates de sortie : 
  - États-Unis : 26 octobre 2018

## Distribution
- Sarah Drew : Heather Turner
- Justin Bruening : Darren Turner
- Jason George : Michael Lewis
- Tia Mowry-Hardrict : Tonya Lewis
- Skye P. Marshall : Sergent, Shonda Peterson
- Tanner Stine : Lance Bradley
- Madeline Carroll : Amanda Bradley
- Michael O'Neill : Aumônier Rogers
- Eric Close : Lieutenant-colonel Jacobsen
- Eddie Kaulukukui : Sergent Carter
- Samara Lee : Elie Turner
- Lucas Shane : Sam Turner
- Abby Hummel : Maribeth Turner

Photos des acteurs
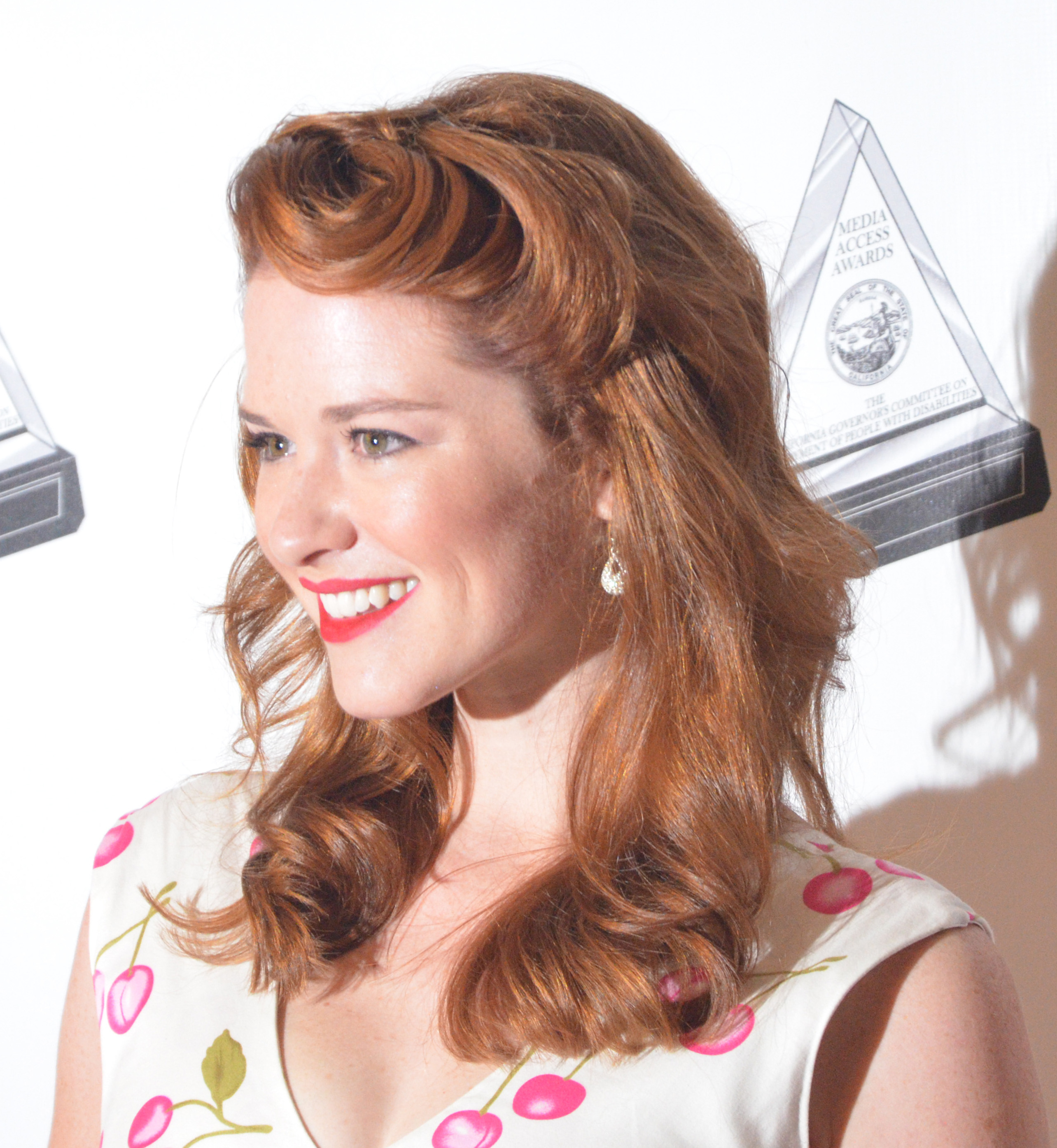
Sarah Drew dans le rôle de Heather Turner.
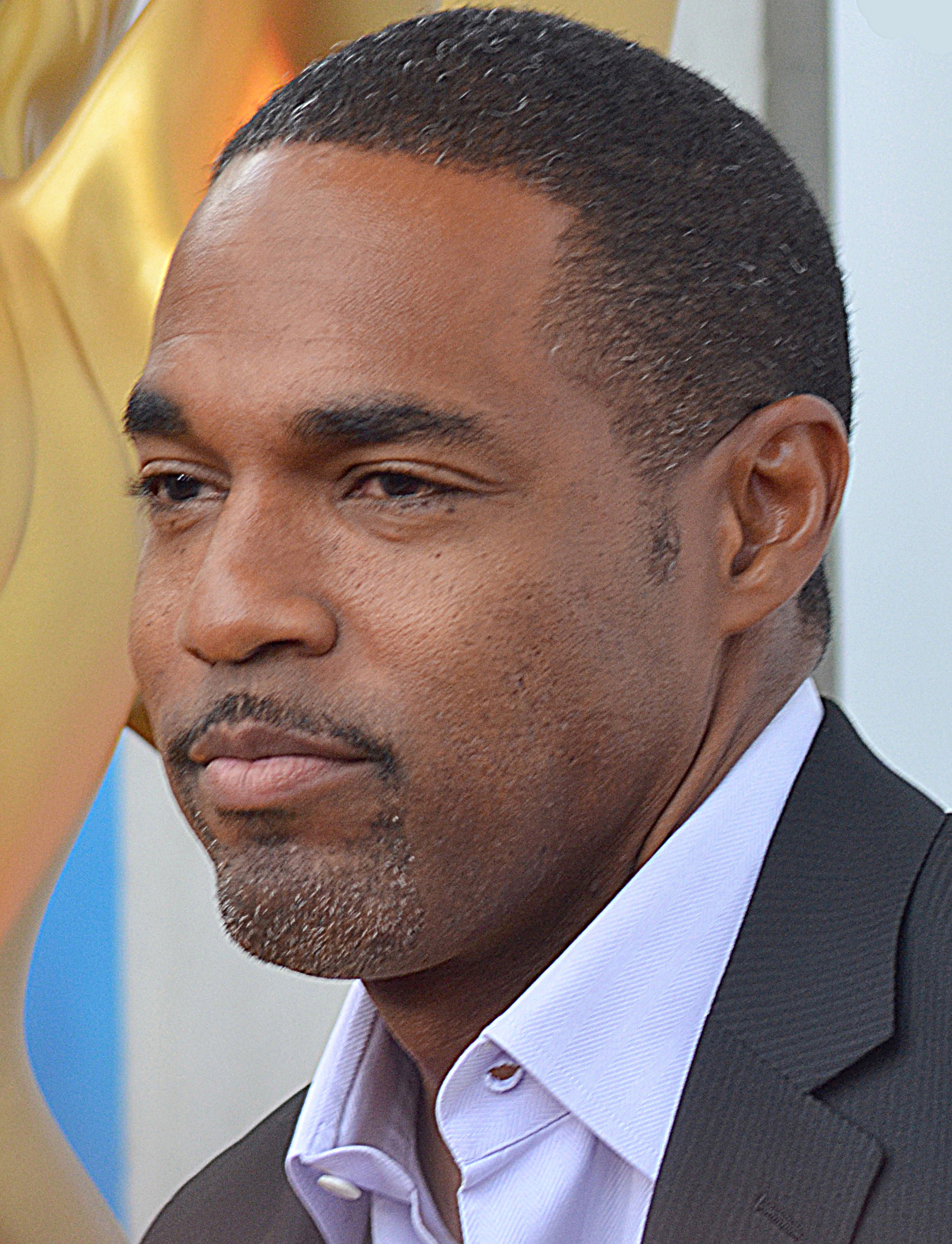
Jason George dans le rôle de Michael Lewis.
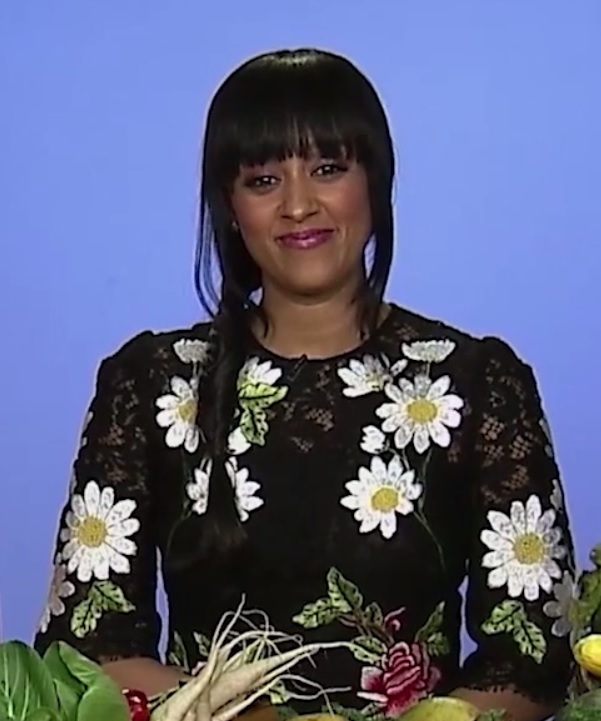
Tia Mowry dans le rôle de Tonya Lewis.
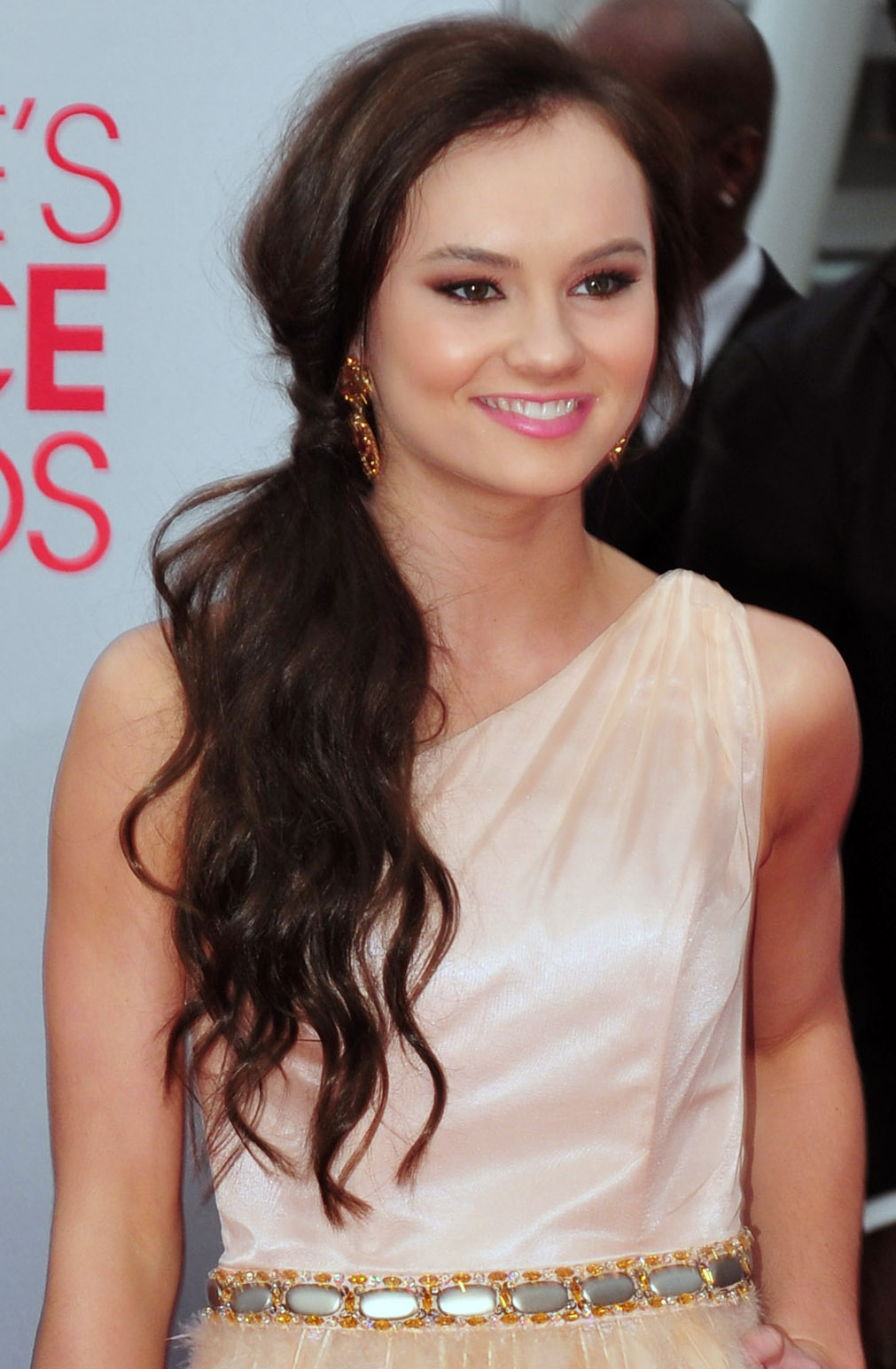
Madeline Carroll dans le rôle d'Amanda Bradley.
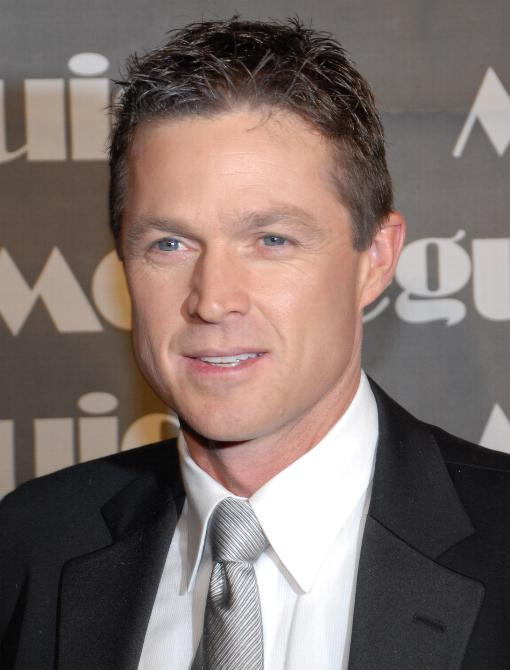
Eric Close dans le rôle du Lieutenant Jacobsen.

## Production

### Tournage
Le film a été tourné à Los Angeles, et à Memphis aux États-Unis.

## Réception

### Box-office
Le film a récolté 3,5 millions de dollars au box-office mondial
.

## Autour du film
- Ce film marque les retrouvailles de Sarah Drew, Justin Bruening, Jason George et Michael O’Neill, qui s'étaient rencontrées sur la série Grey's Anatomy[4],[5]
- Indivisible, est basé sur l'histoire réelle de Darren Turner, un aumônier de l'armée américaine dont le mariage, sa famille et sa foi ont été mis à l'épreuve pendant la guerre en Irak[2],[6]